# Stxàstie Moió
Stxàstie Moió (rus: Счастье моё) comercialitzada internacionalment com My Joy, és una pel·lícula de road movie en llengua russa coproduïda internacionalment el 2010 dirigida per Serguí Loznítsia. Està situada a les regions occidentals de Rússia, a prop de Smolensk. My Joy va ser la primera pel·lícula ucraïnesa que va competir per la Palma d'Or.

## Argument
És estiu, i el jove conductor Georgy agafa el seu camió lleuger de viatge a una altra ciutat amb una càrrega de farina. És aturat en un lloc de policia de carretera per un parell de policies grollers i corruptes. Mentre coquetegen amb una dona que van aturar abans, Georgy aconsegueix agafar els seus papers i marxar desapercebut. Allà agafa un autoestopista, un vell que li explica una història inquietant: poc després de la Segona Guerra Mundial, mentre tornava a casa del front, un oficial militar corrupte el va robar descaradament amenaçant-lo amb detenció si ell no complia. Més tard va disparar a l'agent com a represàlia. Més tard, quan en Georgy aparca el seu camió i surt i torna aviat, el vell ha desaparegut.
Més tard, Georgy coneix una prostituta menor d'edat. S'apiada de la noia i li dona diners i menjar, però ella s'ofen per la seva caritat, l'insulta i se'n va.
Més tard encara, Georgy es perd a la nit i decideix acampar al camp fins a l'alba. Tres locals s'acosten i intenten robar al camió, però Georgy els atura. El distreuen amb una conversa neutral, dient-los com un dels seus amics és un mut perquè algú va matar el seu pare davant seu quan era un nen. De sobte, un home colpeja en Georgy al cap amb un tronc i perd el coneixement.
L'escenari canvia al període de la Segona Guerra Mundial. A principis de la guerra, dos soldats soviètics d'una unitat derrotada van creuar amb cautela el pas per la terra ocupada a la profunda rereguarda alemanya. Entren en una casa solitària on viu un mestre vídu amb el seu fill petit. El professor és amable amb els soldats i els proporciona el menjar i el refugi molt necessaris. No obstant això, els soldats consideren el seu pacifisme i indiferència cap als invasors alemanys com una traïció, així que el maten, roben la casa i segueixen el seu camí, deixant el nen sol.
L'escena torna al present. Ha passat un temps. És hivern, i en Georgy viu a la mateixa casa que abans era la del professor. El cop l'ha deixat dèbil i mut. Camina barbut, desgastat, amb la mirada en blanc. La dona que viu a la casa el manté com a esclau sexual mentre ella comercialitza la seva farina al mercat local. Un policia s'acosta i li diu que en Georgy i el seu camió estan sent buscats, així que és millor que es desfaci de tots dos. Georgy és apallissat pels locals i detingut per la policia, només per ser alliberat la nit següent quan un altre reclus repta el guàrdia solitari a una baralla, el pega inconscient i desbloqueja les cel·les.
La dona munta el camió de Georgy i marxa, abandonant-lo al poble nevat. Sense llar, deambula sent expulsat pels locals, fins que s'ensorra per l'esgotament. El troba i el recull el vell a qui abans li va portar.
Una furgoneta militar arriba al poble amb dos militars encarregats de portar el cos d'un soldat mort al seu lloc natal. La seva tasca descoratjadora no es veu més fàcil pel fet que un d'ells, un oficial, pateix delirium tremens. Incapaços de localitzar els familiars del soldat mort, decideixen arrabassar algunes persones a l'atzar perquè signin els papers i els deixen el cos. S'apropen al vell, que al principi sospita però que finalment hi accepta. Tanmateix, poc després en Georgy surt de casa per trobar el vell mort. S'insinua que l'oficial podria haver estat destrossat, que en el seu engany alcohòlic el va confondre amb una altra persona.
En Georgy agafa la pistola de l'ancià desconcertat i marxa cap a la carretera, on és recollit per un camioner molt xerraire, que divaga sobre la importància de no ficar-se en els afers dels altres. Mentrestant, a la carretera els mateixos dos agents de policia des de l'inici de la pel·lícula detenen un major de policia i la seva dona. Quan comencen a multar-lo per un far cremat, el major intents d'extorquir-los i intimidar-los. Quan això falla i es gira per marxar, es produeix una baralla a cops, amb el major emmanillat i colpejat brutalment. Per produir dos testimonis falsos de la seva detenció, detenen un altre cotxe, que és el camió amb Georgy. Fàcilment amenacen el conductor perquè firmi els papers, però quan es tornen cap a Georgy, es queda en silenci. Esclata una baralla i un dels policies treu un rifle d'assalt. Georgy el mata a l'instant, després a tots els altres. Encara agafant la pistola, surt trontollant cap a la foscor.

## Repartiment
- Viktor Nemets com a Georgy
- Olga Shuvalova com a prostituta adolescent
- Vlad Ivanov com a Major de Moscou
- Dmitri Gotsdiner com a superintendent de l'estació de tren

## Producció
La pel·lícula va ser una coproducció entre Ma.ja.de d'Alemanya, Sota Cinema Group d'Ucraïna i Lemming Film dels Països Baixos. La pel·lícula es va rodar a Ucraïna com a condició per rebre diners del Ministeri de Cultura d'Ucraïna, però la major part dels 1,5 milions d'euro pressupostats provenien d'Alemanya. Segons el director hi ha uns 140 talls en tota la pel·lícula. El rus de Vlad Ivanov va ser doblat perquè és un actor romanès.

## Recepció

### Mitjans russos
Hi va haver un clam considerable als mitjans de comunicació russos per la pretesa inclinació russòfoba de la pel·lícula. El director de cinema Karén Xakhnazàrov va afirmar que Loznítsia voldria que tots els que viuen a Rússia fossin afusellats. Però un altre director de cinema rus, Andrei Zviàguintsev, la va considerar la millor pel·lícula en rus de la dècada.

### Resposta crítica
La pel·lícula va rebre crítiques positives dels crítics de cinema. My Joy té una puntuació d'aprovació del 90% al lloc web de l'agregador de ressenyes Rotten Tomatoes, basat en 20 ressenyes, i una puntuació mitjana de 7,10/10. A Metacritic, la pel·lícula té una puntuació de 81/100 basada en les crítiques de 8 crítics, que indica "aclamació universal".
Entre els crítics estatunidencs, Manohla Dargis (The New York Times) es va referir a la pel·lícula com a "suspens, misteriosa, de vegades amargament divertida, constantment en moviment i plena d'imatges d'una Rússia embruixada per fantasmes i morts vivents". Una nota als anuncis Sight & Sound My Joy com a "resposta d'Ucraïna a Deliverance". Village Voice (Michael Atkinson) va ressenyar My Joy com "una visió esfereïdora i una de les provocacions imprescindibles de l'any.

### Premis i nominacions
La pel·lícula va ser seleccionada per competir per la Palma d'Or al 63è Festival Internacional de Cinema de Canes al maig de 2010. Al 7è Festival Internacional de Cinema d'Erevan al juliol, la pel·lícula va guanyar el Premi Especial d'Albercoc de Plata.

## Refer`wncies
1. 1 2  «Schastye Moe (My Joy)». festival-cannes.com.  Cannes Film Festival. [Consulta: 14 maig 2010].
2. ↑  Galetski, Kirill. «Q&A: Sergei Loznitsa». The Hollywood Reporter, 17-05-2010. Arxivat de l'original el 21 May 2010. [Consulta: 17 maig 2010].
3. ↑  «Счастье мое, я твой хаос». gazeta.ru. [Consulta: 9 novembre 2011].
4. ↑  «Кино по пятницам, эфир 10 декабря». moskva.fm. [Consulta: 9 novembre 2011].
5. ↑  My Joy. Rotten Tomatoes. Flixster. Retrieved 27 August 2012.
6. ↑  «My Joy».
7. ↑  «A Tale of Russia Haunted by Ghosts and the Living Dead». NY Times. [Consulta: 9 novembre 2011].
8. ↑  «Sight & Sound: July 2010». sightandsound. Arxivat de l'original el 10 September 2011. [Consulta: 9 novembre 2011].
9. ↑  «A Trucker's Bizarre Drive, Chaos at Every Turn, in My Joy». villagevoice.com. [Consulta: 9 novembre 2011].
10. ↑  «Golden Apricot International Film Festival». gaiff.am. Arxivat de l'original el 31 January 2016. [Consulta: 1r gener 2011].